# Stema Sibiului

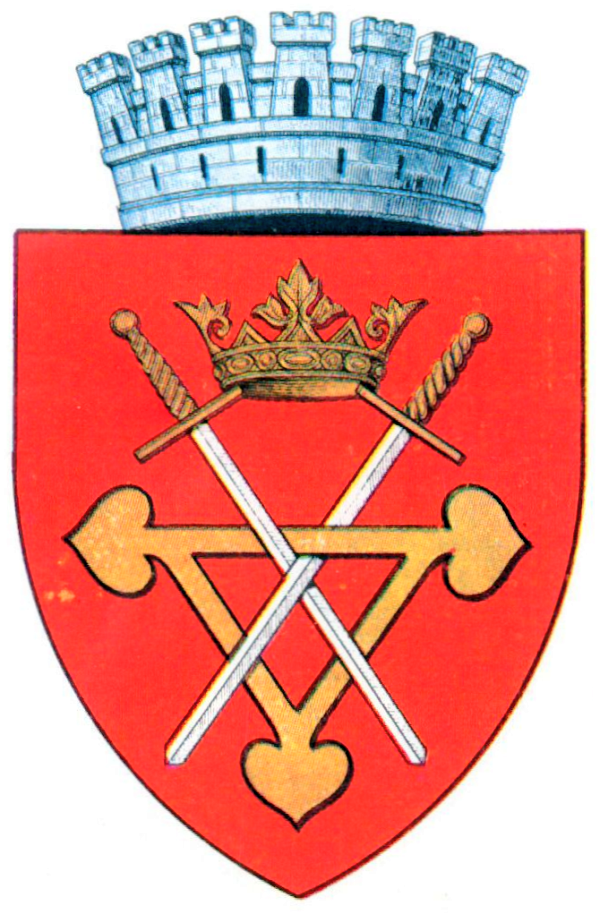
Stema municipiului Sibiu

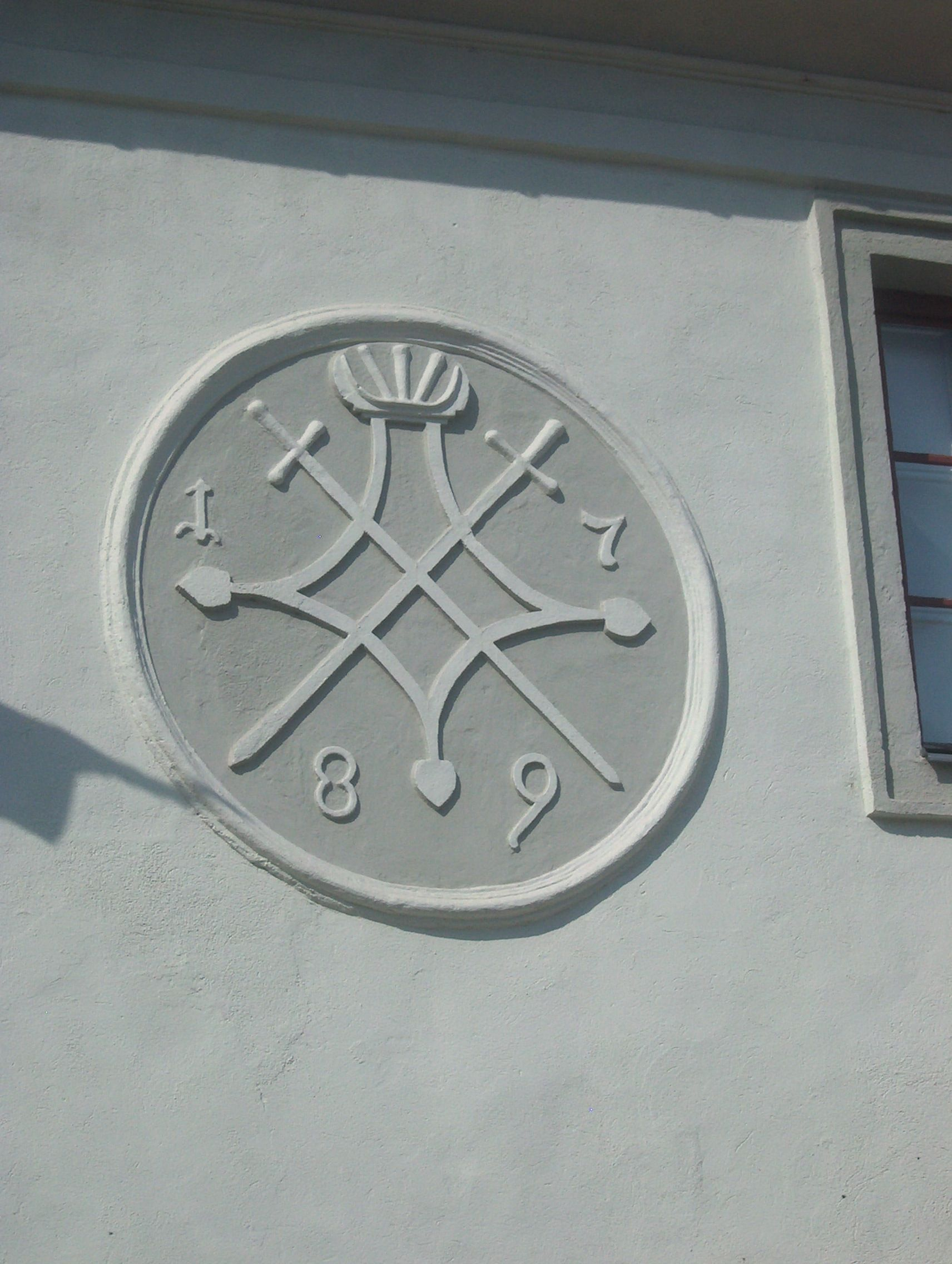
Stema Sibiului datată 1789, pe Casa Artelor din Sibiu

Stema Sibiului este atestată din secolul al XIII-lea. Aceasta se compune dintr-un scut antic cu smalțul câmpului roșu. În acest câmp se află două spade încrucișate cu vârful spre talpa scutului, de argint, cu mănunchiuri de aur, care susțin prin garda lor o coroană foliată deschisă, de aur.
Spadele străpung împletit o trinchetă foliată cu foi de nufăr, cu vârful spre talpa scutului, toate de aur. Scutul este timbrat de o coroană murală cu șapte turnuri, de argint.

## Istoric
Inițial stema Sibiului a fost identică stemei scaunului Sibiului, constând în două spade încrucișate. În secolul al XIV-lea a fost adăugat triunghiul foliat cu frunze de nufăr.
Stema Sibiului a fost utilizată și drept stema Transilvaniei într-un sigiliu din 1550.

## Semnificație
- Spadele încrucișate cu vârful în jos semnifică, potrivit uzanței medievale, luarea în posesie a pământului, voința cetățenilor de a apăra municipiul și drepturile lor civice.
- Coroana foliată, numită în heraldica transilvăneană "corona regia", semnifică statutul de oraș liber regal, aflat pe fundus regius („Pământul crăiesc”).
- Smalțul roșu al scutului simbolizează autonomia locală constituțională.
- Trincheta foliată, semn al unității treimii, semnifică solidaritatea civică.
- Stema ca întreg simbolizează comunitatea sibienilor, iar aurul semnifică aspirația locuitorilor spre prosperitate.
- Coroana murală cu șapte turnuri indică rangul de municipiu reședință de județ.

## Recepție
Stema Academiei Trupelor de Uscat din Sibiu a preluat în câmpul al treilea vechea stemă a Sibiului.

## Galerie de imagini

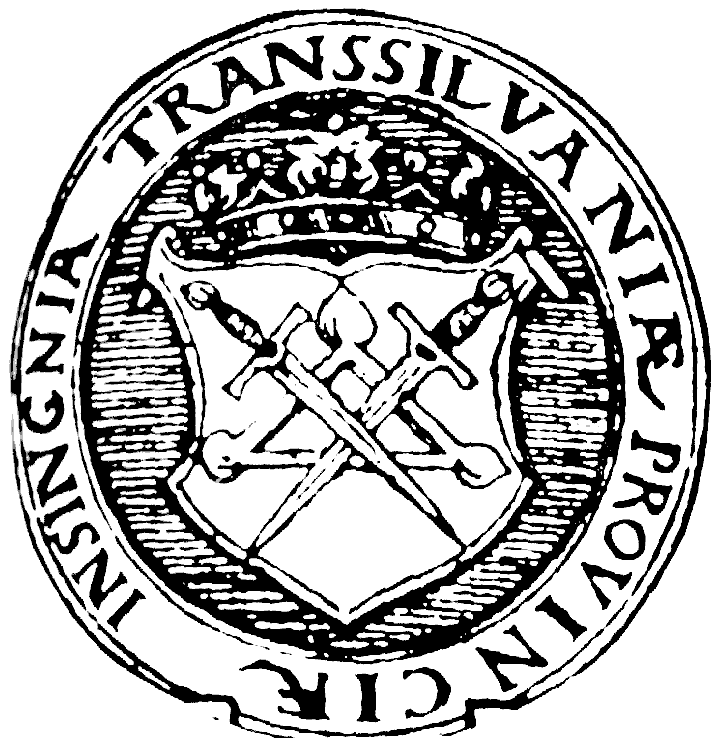
Sigiliul Transilvaniei din 1550
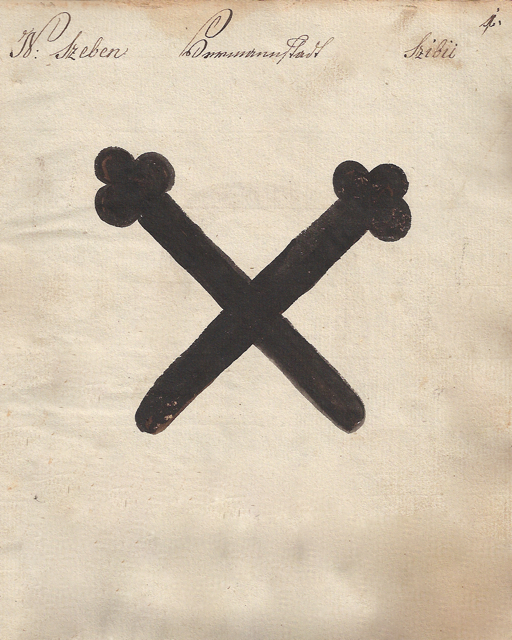
Danga pentru vitele Sibiului din 1826
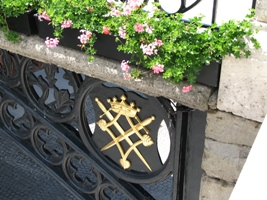
Stema de pe Podul Minciunilor din Sibiu (1859)
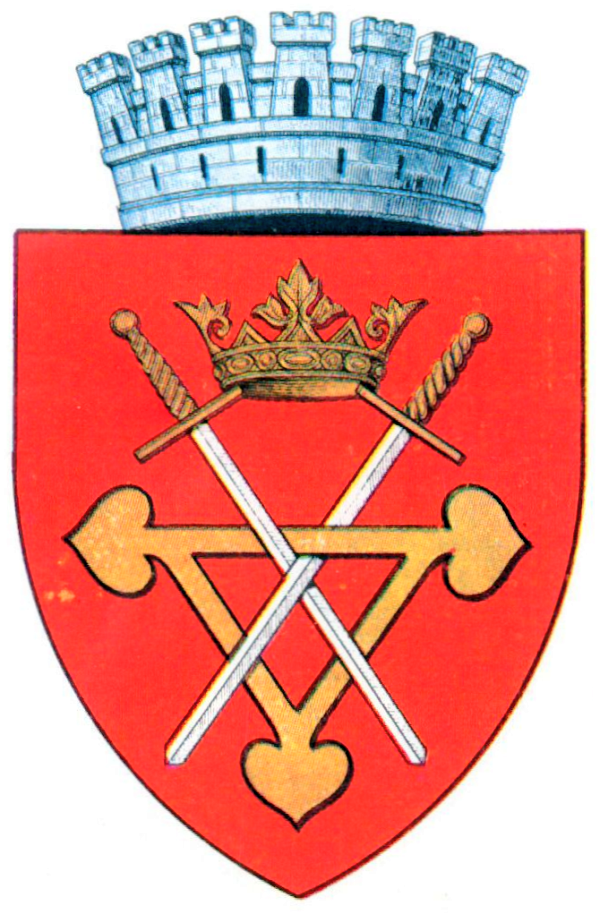
Stema Sibiului în perioada interbelică
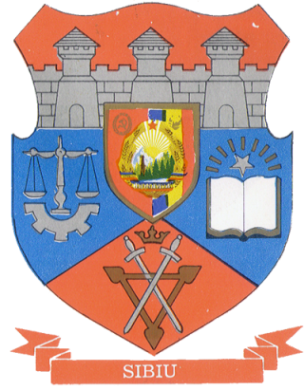
Stema Sibiului în perioada comunistă
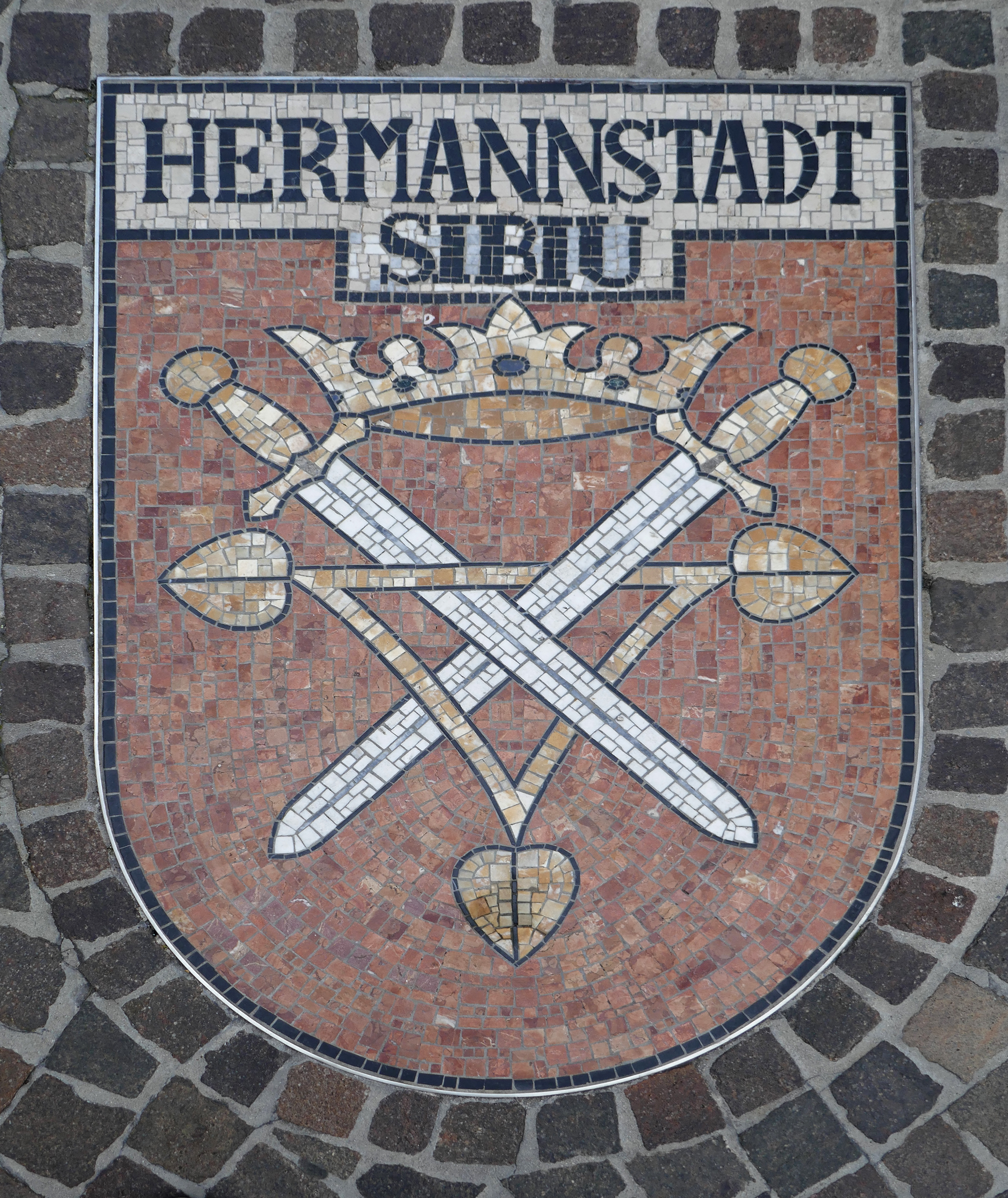
Mozaic din Klagenfurt, dedicat orașului înfrățit Sibiu
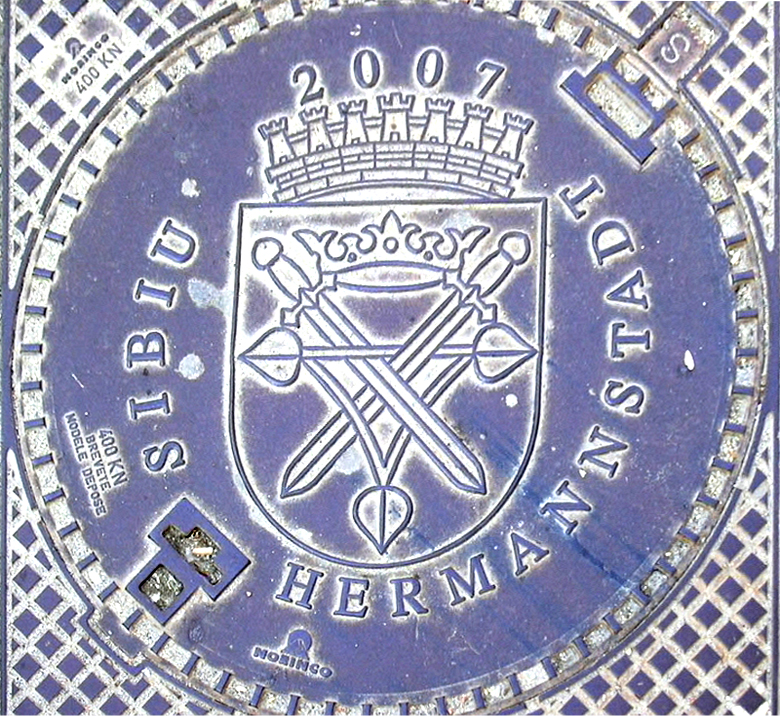
Capac de canal (2007)